# Via dei Servi

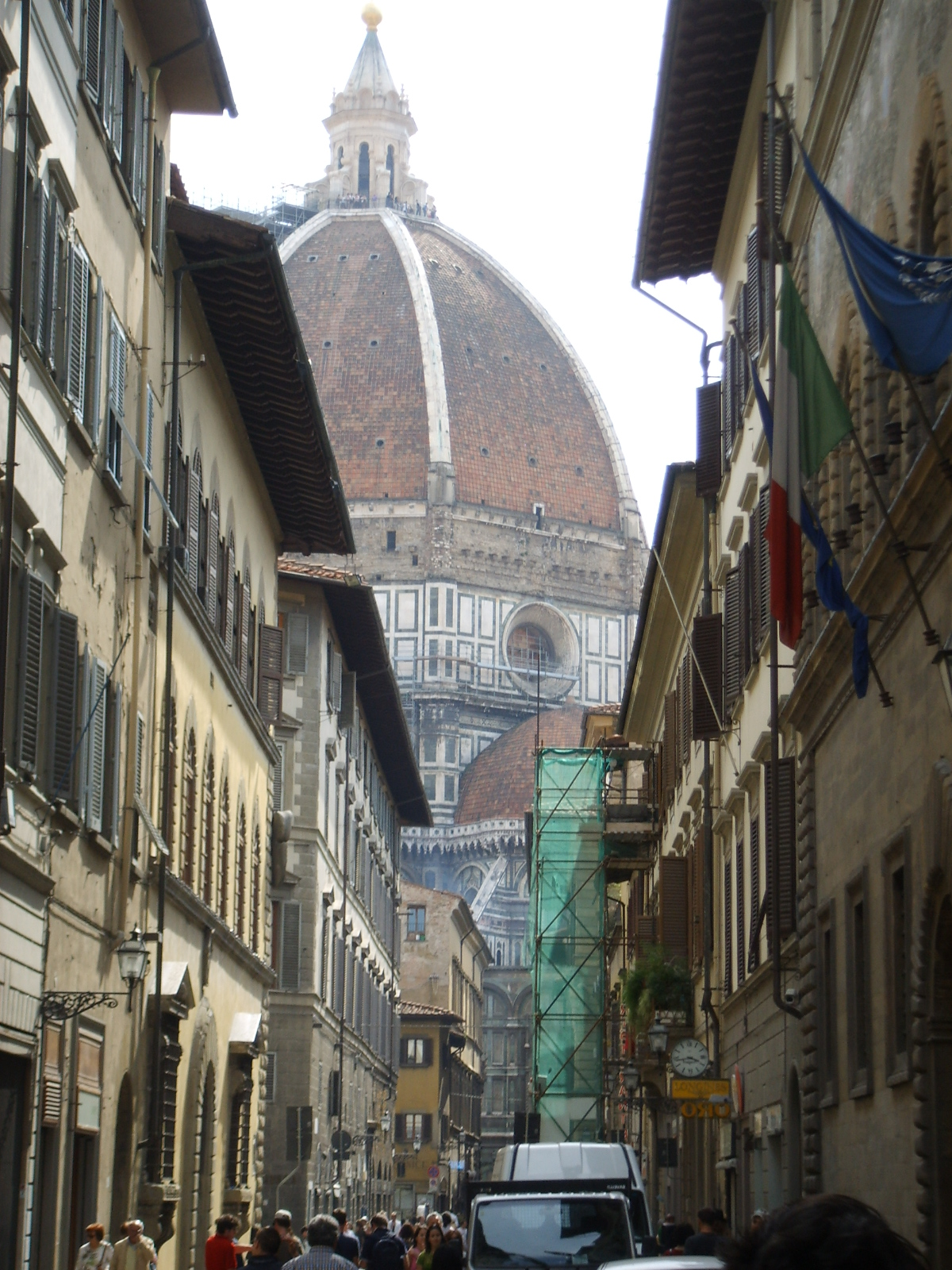
La Via dei Servi vers la coupole du Duomo.

La via dei Servi est une rue de Florence qui part de la place côté Nord du Duomo pour arriver Piazza della Santissima Annunziata  menant, dans l'axe, à la basilique éponyme.
Elle doit son nom à l'Ordre des Servites de Marie qui initièrent leur couvent sur cette place.
Elle est bordée de nombreux palais  de la Renaissance ou de son style :
- le Palazzo Naldini
- le Palazzetto Del Bianco
- le Palazzo Incontri
- le Palazzo Pasqui
- le Palazzo di Sforza Almeni
- le Palazzo Niccolini où Giacinto Gimignani a peint pour les Niccolini la fresque néo-raphaélesque du Parnasse (1652)[1].
- le Palazzo Durazzo
- le Palazzo Grifoni  devenu le Palazzo Budini Gattai dont une façade donne sur la Piazza della Santissima Annunziata.

On y trouve également  l'église Chiesa di San Michele Visdomini.